# 下台增二
大熊座62，又名BD+32 2179，HD 101606、SAO 62658、HR 4501，是大熊座的一颗恒星，视星等为5.73，位于銀經191.85，銀緯74.13，其B1900.0坐标为赤經11h 36m 22s，赤緯+32° 74.13′ 59″。